# 唐橋東
唐橋 東（からはし あずま、1912年（大正元年）9月1日 - 2012年（平成24年）4月26日）は、日本の教育者、政治家。衆議院議員（日本社会党、1期）、福島県喜多方市長（4期）。位階は従四位、勲等は勲三等。
孫に俳優・イラストレーターの唐橋充がいる。

## 来歴
福島県耶麻郡高郷村（現喜多方市）出身。1932年（昭和7年）福島師範学校専攻科（福島大学人間発達文化学類の前身）卒業。地元で小学校教員や中学校長などを務め、日本教職員組合の活動を行う。その後、福島県議を4期務める福島県議を4期務める。その後、1967年の総選挙において福島県第2区から日本社会党公認で出馬し初当選するも、再選を期した1969年の総選挙で落選。
1970年の喜多方市長選で、「過疎化の農村都市を暮らしよくしよう」をスローガンに、社会党のほか共産党、一部の保守系議員の支援を得て、保守系無所属の現職山口俊三と一騎討ちの末当選を果たし、同市では初の革新市政が誕生する。保守的な地域とされる会津地方にあって、市長を連続4期務めるが、5選を目指した1986年の市長選で自民党推薦の新人飯野陽一郎に敗れる。
市長在任中は教育者の経歴を生かし、国の重要文化財である熊野神社長床拝殿の復元や、小学校1校ごとに幼稚園付設制度を確立するなど文教、福祉行政で手腕を発揮した。
新東京国際空港（現成田国際空港）の一坪共有地の名義人の1人であった。
1987年秋の叙勲で勲三等旭日中綬章受章。
2012年4月26日、気管支肺炎のため福島県福島市の病院で死去、99歳没。死没日をもって従四位に叙される。